# مایکل ریون
مایکل رِیوِن (به انگلیسی:Michael Raven) زاده ۱۹۶۹ کارگردان فیلم‌های پورنو است. او در حال حاضر عضو انجمن مشاهیر AVN می‌باشد. زمانی که او به عنوان فروشنده خودرو مشغول به کار بود با سیدنی استیل که برای خرید ماشین مزدا به نمایشگاه آمده بود دیدار می‌کند. این ملاقات سرانجام به ازدواج آن دو می‌انجامد و به خاطر علاقه فراوانشان به صنعت پورنوگرافی و حرفه شنا تصمیم به مهاجرت به سوی لس آنجلس می‌گیرند. که پس از ده سال زندگی مشترک از یکدیگر جدا می‌شوند. مایکل ریون پس از جدایی از همسرش تنها نمی‌ماند و با جولیا آن بازیگر فیلم‌های پورنو ازدواج می‌کند، که پس از مدت کوتاهی نیز از او هم جدا می‌شود.

## جوایز
مایکل ریون در زمینه فعالیتش جواز زیادی را کسب کرده است که شامل:
- ۲۰۰۱-جایزه AVN بهترین ویرایش فیلم (با سامی بلاتر)[۵]
- ۲۰۰۱-جایزه AVN بهترین فیلمنامه (با جرج کاپلان)[۵]
- ۲۰۰۳-جایزه AVN بهترین کارگردان، برای فیلم Breathless[۵]
- ۲۰۰۳-جایزه AVN بهترین فیلمنامه، برای فیلم Breathless(با دیوان ساف هایر)[۶]
- ۲۰۰۴-جایزه AVN بهترین کارگردان، برای فیلم زیبا[۶]
- ۲۰۰۴-جایزه AVN بهترین فیلمنامه، برای فیلم زیبا[۵]
- ۲۰۰۸-جایزه AVN در گروه تالار مشاهیر[۲]